# المؤسسة الليبية للتقنية
المؤسسة الليبية للتقنية (أو سابقًا: المنظمة الليبية لتقنية المعلومات والإتصالات) هي مؤسسة غير ربحية ليبية، تأسست عام 2020 لأهداف تتمثل في نشر الوعي التقني والوعي بالتشريعات المتعلقة بالتقنية، ودعم تطوير قطاع الاتصالات وتقنية المعلومات في ليبيا، وتسعى لتحقيق ذلك من خلال استغلال الموارد والإمكانيات المحلية والكفاءات الليبية لبناء مجتمع أفضل وتمكين المواطن الليبي من الاستفادة من الخدمات الرقمية، بما يتماشى مع التطور السريع في عالم التقنية. وهي عضوٌ في جمعية الإنترنت.

## التأسيس
تأسست المؤسسة في 25 أغسطس 2020، كمؤسسة مجتمع مدني تُعنى بنشر المعرفة التقنية وتسهيل الوصول للتقنية.

## الهيكل التنظيمي
تتكون المؤسسة من مجلس أمناء ومجلس إدارة وموظفين وخبراء ومتطوعين.

## إسهامات المؤسسة
ساهمت المؤسسة منذ بداية عملها في تطوير التشريعات الرقمية، كما أعدت المؤسسة السياسة العامة للبريد الإلكتروني للمؤسسات الليبية التي بدورها تساهم في تعزيز التواصل الرقمي الفعّال في ليبيا، وتوفير بيئة آمنة وموثوقة لتبادل البيانات والمعلومات، والتي تم إعتمادها من حكومة الوحدة الوطنية. وفي إطار التشريعات والتنظيم، أعدت المؤسسة أيضًا دليلًا ولائحة لتنظيم وسائل التواصل الاجتماعي للمؤسسات الحكومية بالتعاون مع مركز الاتصال الحكومي.
وفي جانب عمل المؤسسة في تطوير ودعم الشباب وإقامة الفعاليات، اعتمدت حكومة الوحدة الوطنية الأول من يونيو من كل عام كيوم وطني للاحتفال بتقنية المعلومات بعد تقديم مقترح من المؤسسة الليبية للتقنية.
ومن باب دعم الشباب ونشر المعرفة، تقوم المؤسسة بتوفير تدريبات مهنية للشباب الخريجين من مجالات تقنية المعلومات والهندسة، كما تقوم المؤسسة بالتعاون مع جمعية الإنترنت  في ليبيا بتنظيم جلسات شهرية تحت مشروع سبيسس (بالإنجليزية: Spaces) للتحدث عن قضايا الانترنت الليبية ومشاركة الآراء ونشر المعرفة.
ساعدت المؤسسة أكثر من 30 مؤسسة مجتمع مدني بتوفير خدمات مايكروسوفت 365 للأعمال مجانًا، وتقديم تدريب لهم وتعريفهم ببيئة عمل مايكروسوفت 365.
وفي إطار عمل المؤسسة في تحسين عمل المؤسسات الليبية، أعلنت المؤسسة أنها قد أنشأت سياسة الاستخدام المقبول لبرامج مايكروسوفت 365 لتمكين المؤسسات الليبية من تحقيق أقصى استفادة من تقنيات مايكروسوفت 365 بطريقة آمنة وفعّالة.

## الأهداف[3]
- نشر الوعي التقني.
- دعم المشاريع التقنية.
- إعداد تقارير عن التقنية في ليبيا.
- تطوير التشريعات المتعلقة بالتقنية.
- دعم وتمكين الشباب للإستفادة من الخدمات الرقمية.
- دعم تطوير قطاع الاتصالات وتقنية المعلومات في ليبيا.